# Богатов, Андрей Михайлович
Андрей Михайлович Богатов (род. 14 июня 1964) — российский военный деятель, Герой Российской Федерации (2016).

## Биография
Родился 14 июня 1964 года в Старом Осколе. До военной карьеры работал на Оскольском электрометаллургическом комбинате электромонтером.
Срочную службу проходил в воздушно-десантных войсках, принимал участие в боевых действиях на территории республики Афганистан. В качестве добровольца принимал участие в войне в Югославии. До недавнего времени — командир 4-й разведывательно-штурмовой роты ЧВК «Вагнер». Под Пальмирой весной 2016 года был тяжело ранен, лишился во время боя левой руки, но продолжил руководить подразделением. Одновременно с А. Н. Трошевым (по секретному указу Президента РФ от 17 марта 2016 года) получил звание Героя России. После этого переведен на должность командира роты охраны газоперерабатывающего завода Hayyan в провинции Хомс.
В июне 2021 года включён в тройку лидеров федерального списка партии «Родина» для участия в выборах депутатов Государственной думы Федерального собрания Российской Федерации VIII созыва.

## Международные санкции
С 29 июня 2022 года находится под санкциями Великобритании из-за его участия в конфликте в Сирии в качестве одного из командиров ЧВК «Вагнер» на стороне режима Асада и помощи в репрессиях против мирного населения.
13 декабря 2021 года внесён в санкционный список всех стран Евросоюза:

Руководитель 4-й штурмовой и разведывательной роты группы «Вагнер», которая действует в Сирии, обучает и управляет сирийскими силами...

Андрей Богатов командует операциями Группы Вагнера и принимает непосредственное участие в военных операциях Группы Вагнера в Сирии. Он принимал непосредственное участие в битве за Пальмиру. Таким образом, он вносит решающий вклад в военные действия Башара Асада и, следовательно, поддерживает сирийский режим и получает от него выгоду— «Официальный журнал Европейского союза», Брюссель, 13 декабря 2021 года
С 26 февраля 2023 года находится под персональными санкциями Украины.

## Награды
- Герой Российской Федерации;
- Орден Мужества;
- Орден Красной Звезды;
- Медаль «За отвагу»;
- Медаль «За боевые заслуги».